# Porta dei Sassoni
La Porta dei Sassoni, o in olandese "Sassenpoort", è una porta medievale della città olandese di Zwolle, nella provincia dell'Overijssel, risalente agli inizi del XV secolo.
È considerata il simbolo della città, oltre ad essere uno dei suoi monumenti meglio conservati. L'edificio è classificato come rijksmonument nr. 41788 ed è stato incluso dall'UNESCO nell'elenco dei 100 monumenti più importanti dei Paesi Bassi.

## Storia
La porta fu realizzata a scopo difensivo a partire dal 1406, ovvero un anno prima che la città di Zwolle entrasse a far parte della Lega anseatica. La paternità del progetto non è certa, anche se viene ufficialmente attribuito ad un certo "Maestro Henric van Roden e ai suoi servi". La costruzione fu quindi completata nel 1409.
In seguito, con l'aggiunta di ulteriori fortificazioni tra il 1592 e il 1612, la Sassenpoort divenne una prigione e rimase tale fino al 1739.. Tra il 1893 e il 1898 fu intrapresa un'opera di restauro, durante la quale furono fatte delle aggiunte al tetto.
|  |  |

Nel 1967, la porta fu dichiarata rijksmonument, ovvero monumento protetto dallo Stato.

## Architettura
La Porta dei Sassoni è costituita da 101.000 pietre e da due torri angolari.

## La Porta dei Sassoni nella cultura di massa
- La Sassenpoort apparve in alcuni francobolli emessi nel 2006 e facenti parte del ciclo "Mooi Nederland" (ovvero "Bei Paesi Bassi")[1]

## Riproduzioni
- Una copia in scala 1:25 della porta è presente al parco Madurodam a L'Aia[4]